# Brandy Clark
Brady Lynn Clark (Morton, 9 de outubro de 1975) é uma cantora e compositora norte-americana de música country.